# Марен Гаммершмідт
Марен Гаммершмідт (нім. Maren Hammerschmidt, 24 жовтня 1989) — німецька біатлоністка, призерка чемпіонатів світу з біатлону.
Брозову медаль чемпіонату світу Марен виборола на турнірі 2016 року в Осло в складі німецької збірної в жіночій естафеті.

## Виступи на кубку світу
У таблиці наведено статистику виступів біатлоніста в Кубку світу.
- Місця 1–3: кількість подіумів
- Чільна 10: кількість фінішів у першій десятці
- В очках: кількість виступів, на яких біатлоніст здобував очки
- Старти: кількість стартів
- Естафета: включно зі змішаною

| Місця                    | Індивід. | Спринт | Персьют | Мас-старт | Естафета | Разом |
| ------------------------ | -------- | ------ | ------- | --------- | -------- | ----- |
| 1                        |          |        |         |           |          |       |
| 2                        |          | 1      | 1       |           | 2        | 4     |
| 3                        |          |        |         |           | 1        | 1     |
| Чільна 10                |          | 2      | 1       | 1         | 2        | 6     |
| В очках                  |          | 4      | 5       | 1         | 2        | 12    |
| Стартів                  | 1        | 6      | 6       | 1         | 2        | 16    |
| Станом на: 17 січня 2016 |          |        |         |           |          |       |